# Nicola Corvo
Nicola Corvo o Nicolò, Niccolò oppure Cola Cuorvo (Napoli, XVII secolo – Napoli, XVIII secolo) è stato un avvocato, drammaturgo e librettista italiano, vissuto nella prima metà del XVIII secolo come si deduce dai suoi manoscritti. Risulta in età senile nel 1743. Figura importante per la letteratura e il teatro napoletano, fu altresì presidente della Real Camera della Sommaria. Era membro della nobilissima famiglia Corvo di Napoli, nonché discendente del famoso giureconsulto "monarca feudistarum" ("re del diritto feudale")  Andrea d'Isernia. Possedette anche una casa a Torre del Greco.

## Biografia
Poeta e appassionato di teatro scrisse vari drammi e poesie dedicata a santi e persone illustri del mondo politico e religioso.
Di seguito i titoli di alcune delle sue opere pubblicate col suo stesso nome e cognome:
- primi anni del 1700, De la storia de li remmure de Napole o Masaniello[3];
- del 1713, Il Trionfo della Castità di Santo Alessio[4][5];
- del 1714, Il martirio di Santa Caterina vergine d'Alessandria[6];
- del 1716, L'umiltà premiata coll'esaltazione alla gloria del cielo di Elisabetta, chiamata reina d'Ungheria[7];

### Agasippo Mercotellis
Secondo una interpretazione di Benedetto Croce, Nicola Corvo usò anche lo pseudonimo di Agasippo Mercotellis. Così inaugurò e fece prendere piede a Napoli l’opera buffa a discapito dei drammi spagnoleschi: l'ambientazione era nelle vie e rioni di Napoli con personaggi che enfatizzavano le caratteristiche napoletane.
Dai suoi scritti emerge un letterato napoletano caratterizzato da innovazione e polemica in vari generi letterari; era a stretto contatto con gli scrittori dialettali di Napoli a lui contemporanei (Nicolò Amenta, Nicolò Capasso, Francesco Oliva).
Commedie musicali note rappresentate al Teatro dei Fiorentini:
- del 1709, Patrò Calienno de la Costa del Mercotellis;[10]
- del 1714, Patrò Tonno d’Isca;
- del 1714, Lo ‘mbruoglio de li nomme.

Nel 1719, in seguito alle accuse del librettista Aniello Piscopo in relazione alla commedia Lo cecato fauzo, scrisse una raccolta di sonetti satirici (con Francesco Antonio Tullio, Francesco Oliva e Tommaso Mariani) dal titolo La Violeieda spartuta ‘ntra buffe e pernacchie pe chi se l’ha mmeretate. Nel 1789 escono postume le sue Alluccate contro a li Petrarchiste (prima attribuite a Nicola Cuorvo e poi a Nicolò Capasso, suo amico col quale veniva appunto confuso per il fatto che entrambi di facevano chiamare col diminutivo di Cola): una veemente denuncia dei petrarchisti, del loro scimmiottare Petrarca senza averne il talento e della rigidità con la quale intendevano, a suo avviso, la poesia.
Rimase inedita fino al 1997 la Storia de li remmure de Napole (De la storia de li remmure de Napole o Masaniello), che sembra essere il suo ultimo lavoro pubblicato.